# ТЕС Валутур
9°20′54″ пн. ш. 78°55′25″ сх. д. / 9.34833° пн. ш. 78.92361° сх. д.
ТЕС Валутур (Valuthur) – електроенергетичний майданчик у індійському штаті Тамілнад.
В 2002 – 2003 роках на майданчику станції став до ладу парогазовий блок комбінованого циклу потужністю 94 МВт, в якому газова турбіна потужністю 58,9 МВт живить через котел-утилізатор одну парову турбіну з показником 35,1 МВт.
В 2008-му ТЕС доповнили ще одним парогазовим блоком потужністю 92,2 МВт, в якому газова турбіна потужністю 58,5 МВт живить через котел-утилізатор одну парову турбіну з показником 33,7 МВт.
Станція була розрахована на використання природного газу, який надходить із місцевих родовищ зони Рамнад по перемичці довжиною 2,5 км з діаметром 300 мм. Також можливо відзначити, що в першій половині 2020-х на півдні Тамілнаду виникла можливість отримувати ресурс з терміналу для прийому ЗПГ Енноре через трубопроводи Енноре – Тутукуді та Раманатапурам – Тутукуді.
Видача продукції відбувається по ЛЕП, що працює під напругою 110 кВ.